# Triệu Lệ phi
Triệu Lệ phi (chữ hán: 趙麗妃, 693 - 15 tháng 8, 726) là một phi tần của Đường Huyền Tông Lý Long Cơ, vị Hoàng đế thứ 7 hoặc thứ 9 của nhà Đường trong lịch sử Trung Quốc.
Bà là mẹ sinh của Phế thái tử Lý Anh, vị Thái tử đã bị chính cha mình giết chết cùng 2 người em khác mẹ nữa.

## Tiểu sử
Triệu Lệ phi xuất thân là người quận Thiên Thủy, là con gái người đánh nhạc Triệu Nguyên Lễ (赵元礼), xuất thân hát xướng rất thấp hèn trong xã hội lúc bấy giờ. Bà ca hay múa đẹp, nhan sắc hơn người, về sau trở thành kỹ nữ danh tiếng ở Lộ Châu. Trong niên hiệu Cảnh Long (708 - 710) dưới thời Đường Trung Tông, Lý Long Cơ lúc đó là Lâm Tri vương (臨淄王), được phái đến Lộ Châu làm chức Biệt giá. Thời gian làm quan tại đây, Long Cơ gặp Triệu thị vô cùng sủng ái, cưới về làm thiếp.
Vào năm Cảnh Long thứ 4 (710), Đường Trung Tông bị 2 mẹ con Vi hoàng hậu và An Lạc công chúa ám sát ý định dùng binh xưng đế, triều đình nhà Đường đại loạn, Lý Long Cơ liên kết với cô mẫu là Thái Bình công chúa phát động binh biến, tấn công vào kinh thành Trường An, xử tử mẹ con Vi Thái hậu, Thượng Quan Chiêu dung và phe cánh. Sau khi bình định phản loạn, Long Cơ đưa cha mình là Lý Đán lên ngôi, tức Đường Duệ Tông, còn Lý Long Cơ được lập làm Hoàng thái tử. Với thân phận là sủng thiếp của Thái tử, cha và anh ruột Triệu Thường Nô (趙常奴) của Triệu thị được Long Cơ cất nhắc, ban cho chức quan trong triều. Lúc này Triệu thị đã sinh con trai thứ hai cho Lý Long Cơ, đặt tên Lý Tự Khiêm (李嗣謙), được Long Cơ phong làm Chân Định quận vương (真定郡王).
Năm Cảnh Vân thứ 3 (712), Đường Duệ Tông lập chiếu nhường ngôi, Thái tử Long Cơ đăng cơ, sử gọi Đường Huyền Tông. Triệu thị được phong Lệ phi (麗妃), hàm Chính nhất phẩm, chỉ đứng sau Hoàng hậu Vương thị, còn Lý Tự Khiêm được phong Dĩnh vương (郢王). Năm Khai Nguyên thứ 3 (715), Đường Huyền Tông muốn lập Thái tử. Mặc dù Đàm vương Lý Tông (李琮), con trai của Lưu Hoa phi là Hoàng trưởng tử, nhưng vì sủng ái Triệu Lệ phi nên Huyền Tông vẫn chọn phong Dĩnh vương Lý Tự Khiêm làm Thái tử.

## Qua đời
Năm Khai Nguyên thứ 14 (726), ngày 14 tháng 7 (âm lịch), Triệu Lệ phi cũng mắc bệnh qua đời tại Xuân Hòa điện (春華殿), khi 34 tuổi. Đường Huyền Tông lúc này lấy làm thương xót bà, nên đặc biệt ban thụy hiệu là Hòa (和), nên gọi Lệ Hoà phi (麗和妃).
Ngoài Triệu Lệ phi, Đường Huyền Tông còn có một sủng phi khác là Võ Tiệp dư, cháu họ nội của Võ Tắc Thiên. Võ thị liên tục sinh cho Huyền Tông 2 hoàng tử, 1 công chúa. Tuy cả ba đều chết yểu nhưng Huyền Tông vẫn sủng ái bội phần, sau Võ thị sinh hoàng tử Lý Mạo (李瑁), được Huyền Tông hết mực thương yêu, phong làm Thọ vương (壽王). Đường Huyền Thông yêu mến mẹ con Võ thị nên càng lạnh nhạt với Vương Hoàng hậu và Triệu Lệ phi. Để lấy lòng Huyền Tông, Vương Hoàng hậu vốn không sinh được con bèn xin nhận Thái tử Tự Khiêm làm con nuôi. Do đó, Huyền Tông đổi tên Lý Tự Khiêm thành Lý Hồng (李鴻).
Sau đó, Đường Huyền Tông tấn phong Võ Tiệp dư làm Huệ phi (惠妃), sau khi Vương Hoàng hậu bị phế truất rồi qua đời, thì Huyền Tông lại liền muốn lập Võ Huệ phi làm Hoàng hậu mới, song ý tưởng này ngay lập tức bị quần thần phản đối kịch liệt, vì Võ thị là hậu thế của Võ Tắc Thiên, trong nhà có cha chú đều mang tội, ngoài ra thì Võ thị không phải mẹ đẻ của Thái tử, nên sợ phong hậu sẽ đe dọa ngôi vị của Thái tử. Dù rất sủng ái Võ thị và Thọ vương Lý Mạo, Huyền Tông vẫn niệm tình cũ không lập Huệ phi làm Hoàng hậu, song được cho hưởng một số lễ nghi của Hoàng hậu. Võ Huệ phi vì chuyện này, cộng thêm muốn con trai Lý Mạo được lập làm Thái tử, nên rất ghét Thái tử Lý Anh.
Năm Khai Nguyên thứ 25 (736), Thái tử Lý Hồng được Huyền Tông đổi tên thành Lý Anh (李瑛). Tuy nhiên năm sau (737), Thái tử Lý Anh cùng 2 người em trai là Ngạc vương Lý Dao và Quang vương Lý Cư bị Võ Huệ phi sai Lý Lâm Phủ hãm hại, khiến Huyền Tông tức giận phế cả ba làm thứ nhân, đày đến Nhương châu, không lâu sau, đích thân ông ra lệnh ép 3 hoàng tử phải tự sát ở Lam Điền. Cái chết này của Thái tử và 2 người em đã khiến Võ Huệ phi tự hù dọa mình mà không lâu cũng bị bệnh chết. Vào thời Đường Túc Tông, Lý Anh được khôi phục danh dự.